# Metallyra sulcipennis
Metallyra sulcipennis är en skalbaggsart som först beskrevs av Charles Joseph Gahan 1904.  Metallyra sulcipennis ingår i släktet Metallyra och familjen långhorningar.
Artens utbredningsområde är Kenya. Inga underarter finns listade i Catalogue of Life.